# Псалом 8
Восьмо́й псало́м — 8-й псалом из книги Псалтирь. Известен по латинскому инципиту Domine Dominus noster, «Господи Господь нашъ». Автором считается Давид, псалом имеет надписание «Псалом Давида».
В Ветхом Завете псалом следует за группой «псалмов плача» (псалмы 3—7), наполненных воззваниями к Господу об избавлении и вставками, воспевающими Бога и человеческое достоинство.
Христиане относят его к «мессианским» псалмам. Это радостное прославление Бога и размышление о Божьем миропорядке. Основная мысль, что человек — венец Божьего творения, которому Бог даровал власть над остальным творением. О грехопадении человека и последствиях этого не упоминается. Однако в Новом Завете автор Послания к Евреям, цитируя стихи псалмов 5—7, продолжает их утверждением, что назначение стать венцом творения в полной мере исполнилось во Христе и верующих в Него (Евр. 2:6—12).
Псалом используется в еврейской, католической и различных протестантских литургиях. Неоднократно перекладывался на музыку.

## Богословие

### Стихи 1—2, 10
Первый стих представляет собой обычное надписание. Указание «гиттит» (в Синодальном переводе: «на Гефском (орудии)») может означать как музыкальный инструмент, так и мелодию, музыкальную традицию.
Собственно псалом начинается и заканчивается одинаковым восклицанием-прославлением в стихах 2 и 10: «Господи, Боже наш! как величественно имя Твоё по всей земле!». Отметим, что библейское понятие «имя», описывает личность. Таким образом это прославление природы и характера Бога.
«Слава … простирается превыше небес!». Допустимый перевод этих слов «облачённый в славу небесную».

### Стих 3
Ещё не растлённые грехом «младенцы» инстинктивно чувствуют Божьей величие и воздают Ему хвалу. «Младенцы» в данном случае — гипербола, под которой можно понимать в том числе и чистых душой взрослых. Образ «младенцев» ярко контрастирует с могущественными врагами — даже из слабых Бог может создать силу, способную противостоять врагами.

#### Цитирование 3-го стиха в Новом Завете
Согласно Мф. 21:16, в новозаветные времена 3-й стих псалма процитировал Иисус Христос в ответ на негодование руководителей Храма. Перед этим Иисус очистил Храм, выгнав из него торгующих, затем совершил исцеления слепых и хромых. В ответ на это дети скандировали: «Осанна Сыну Давидову!», славя Иисуса как Мессию. На упрёк первосвященников и книжников, уверенных, что Иисус не является Миссией, Он ответил цитатой 3-го стиха 8-го псалма. Об ответной реакции правителей ничего не сказано, но Матфей сообщает, что Иисус, оставив их, вернулся в Вифанию.
Цитирование псалма Христом показывает, что Божье действие побуждает к хвале даже (а возможно — особенно) детей. Здесь уместна аналогия с мыслью, высказанной апостолом Павлом: «Но Бог избрал немудрое мира, чтобы посрамить мудрых, и немощное мира избрал Бог, чтобы посрамить сильное» (1Кор. 1:27), где под «мудрыми» и «сильными» подразумеваются те, кто считают себя таковыми, в данном случае — правители Храма.
Если в цитировании 3-го стиха в Евангелии от Матфея и присутствует христология, то неявно. В этом эпизоде дети, скорее всего, славили Яхве за дела, которые Он творил через Иисуса-Мессию, но не Иисуса как Бога. Однако можно допустить, что у современников Матфея могла быть мысль о том, что Иисус действовал как Бог.

### Стих 4—9
Давид в благоговении размышляет о чуде Божьего творения, описанном в первых главах книги Бытие и выражает удивление той особой роли, которую Бог отвёл человеку в сотворённом мире. На фоне величия небес, луны и звёзд Давид рассуждает об относительной незначительности человека в свете Божьих замыслов. По сути, Давид вопрошает к Богу, почему Он вообще уделяет такое внимание людям? Мы видим размышление над сказанным в Быт. 1:26—28, где Бог, сотворив людей по Своему образу и подобию, ставит их владычествовать над рыбами, птицами и животными. И лишь немного умаляет Бог людей перед ангелами, то есть служащими у престола Божия.
Таким образом, в центре внимания псалмопевца — царственное положение Адама и его особое назначение, которое дал ему Бог. Ветхий Завет повествует, как не справились с этим назначением Адам, Ной, Израиль и так далее. Примечательно, что в иудейских источниках к 8-му псалму на протяжении столетий обращались, чтобы подчеркнуть незначительность человека, а не для того, чтобы показать его венцом творения.

#### Цитирование 5—7 стихов в Новом Завете
В Новом Завете в Послании к Евреям цитирование 5—7 стихов псалма (Евр. 2:6—8) носит христологический характер. Используя 8-й псалом, автор доносит главную мысль — назначение Адама быть венцом Божьего творения исполнилось во Иисусе Христе («последнем Адаме» согласно 1Кор. 15:45).
Важными для понимания цитаты деталями контекста является 5-й стих («ибо не ангелам Бог покорил будущую вселенную» Евр. 2:5), подчёркивающий, что покорена не только эта вселенная, но и будущая. Важна и вступительная фраза непосредственно перед цитатой «некто негде засвидетельствовал» (Евр. 2:5). Такая неопределённость говорит не о том, что автор забыл, кто и где это сказал, а о его желании сконцентрировать внимание на Боге, а не личности псалмопевца.
В единстве с человеческим родом (Евр. 2:10—18) Христос на время стал ниже ангелов. Объединив две природы, человеческую и божественную, Христос соединился с нами в нашей слабости и незначительности на фоне величественности творения. Эта слабость завершилась крестной смертью, после чего Он был увенчан «славою и честью» (Евр. 2:7). Достоинство людей, дарованное Адаму, нашло окончательное осуществление и выражение в Сыне. Тем самым Христос вместе с людьми исполнил назначение стать венцом Божьего творения.

### Парный псалом
В богословской литературе 8-й псалом иногда называют «парным» 109-му псалму. Их содержание заметно перекликается, кроме того, оба псалма истолковываются с христологической точки зрения в одних и тех же фрагментах Нового завета: 1-й и 2-й главах Послания к Евреям, 15-й главе Первого послания к Коринфянам, 1-й главе Послания к Ефесянам. Более того Пс. 8:5—7 и Пс. 109:1 содержат практически тождественные отрывки и объединяются в перечисленных новозаветных текстов, чтобы показать покорение будущей вселенной Христу.
Однако в Пс. 109:1 о покорении под ноги Христу говорится в будущем времени, в то время как в Пс. 8:5—7 как о свершившемся факте. Для первых читателей текстов эта разница представляла богословскую проблему и иудейские раввины искали ей различные объяснения. Именно это и делает автор Послания к Евреям в отрывке Евр. 2:8, 9. Согласно ему, провозглашённое псалмопевцем господство Христа исполнилось в богословской реальности, однако в исторической оно не всегда заметно. В исторической реальности, оно, по мнению автора Послания к Евреям, уже осуществилось и ещё осуществится в Христе воскресшем.

## Богослужебное использование
Православие
8-й псалом поют полностью при благословении домашнего скота, в седмицу о мытаре и фарисее на вечерне, в сыропустную седмицу на вечерне, во время Великого поста, Богоявления на вечерне, Благовешения на утрени, при приёме иудеев и мусульман, желающих перейти в православие. Отдельные стихи псалма поют по разным случаям.
Иудаизм
8-й псалом поют в Слихот и Хошанот. Произносят по праздникам.
Католицизм
По уставу святого Бенедикта, 8-й псалом пели на Prima (в первый час, см. Литургия часов) во вторник.

## Использование
Музыка
По мотивам 8-го псалма в 1885 году шведский композитор Карл Боберг создал гимн «O store Gud». Произведение перевёл на русский язык Иван Проханов, в России оно известно под названием «Великий Бог». Этот гимн включён в богослужебный сборник «Песнь Возрождения».
Литература
Вопрос «Что есть человек?» из 8-го псалма, возможно, лежит в основе монолога «Что за мастерское создание — человек!» в «Гамлете» Шекспира. Литературовед Питер Мур утверждает, что Шекспир был вдохновлён пересказом 8-го псалма, составленного Генри Говардом, графом Сурреем, когда тот ожидал казни в Лондонском Тауэре в конце 1546 или начале 1547 года.
Марк Твен заимствовал название «Что есть человек?» для опубликованного анонимно в 1906 году философского эссе, наполненного идеями детерминизма.
Название научно-фантастического рассказа 1974 года американского писателя Айзека Азимова «…Что ты помнишь его» также взято из 8-го псалма.
Космос
Папа Павел VI отправил текст 8-го псалма на кремниевом диске на Луну в своём «послании доброй воли» Аполлона-11.

## Комментарии
1. ↑  «Не много Ты унизил его перед Ангелами» — вместо «не много» допустимый перевод: «на время»[14].
2. ↑  Перевод М. Л. Лозинского